# Maria Julieta Drummond de Andrade
Maria Julieta Drummond de Andrade (Belo Horizonte, 4 de março de 1928 – Rio de Janeiro, 5 de agosto de 1987) foi uma escritora brasileira.

## Biografia
Maria Julieta Drummond de Andrade nasceu em 4 de março de 1928, em Belo Horizonte (MG), filha de Carlos Drummond de Andrade e Dolores Morais Drummond de Andrade. Aos seis anos, mudou-se para o Rio de Janeiro, então capital do Brasil, onde o pai assumia a função de chefe de gabinete do ministro Gustavo Capanema, no Ministério da Educação e Saúde.
Publicou aos 17 anos o seu primeiro livro, a novela A Busca, com prefácio de Aníbal Machado. Formada em Línguas Neolatinas pela Pontifícia Universidade Católica (PUC), no Rio de Janeiro, Maria Julieta desempenharia, por mais de 30 anos, trabalho a favor das letras brasileiras na Argentina, país para o qual se mudou ao casar com o escritor e advogado portenho Manuel Graña Etcheverry, em 1949, com quem teve três filhos: Carlos Manuel, Luis Maurício e Pedro Augusto.
Além de lecionar literatura na Universidade de Buenos Aires (UBA), Maria Julieta foi também diretora do Centro de Estudos Brasileiros, dedicado ao ensino de português do Brasil e a multiplas atividades culturais. O Centro fazia parte do Setor Cultural da embaixada brasileira. Ela foi diretora de 1976 a 1983. Durante esse período, promoveu seminários, entrevistas e exposições com artistas argentinos e brasileiros, e foi responsável pela publicação de obras de Cecília Meireles, Mário de Andrade e Augusto dos Anjos, entre outros. Em 1980, recebeu homenagem de Personalidade do Ano, dada pela UBA. No mesmo ano, recebeu também o prêmio de melhor divulgação da literatura brasileira na Argentina, dado pela Associação Paulista de Críticos da Arte (APCA), no Brasil.
Fez traduções importantes para o português, como a Nova antologia pessoal, de Jorge Luis Borges, publicada em 1969, e verteu para o espanhol uma reunião de textos como “O cavalinho azul” e “O rapto das cebolinhas” da teatróloga brasileira Maria Clara Machado, lançado em 1979. Traduziu também a peça Emily Dickinson, de William Luce, de 1985.
Em 1977, passou a colaborar semanalmente no jornal O Globo, escrevendo crônicas, contos e memórias. Publicou também entrevistas, entre as quais a célebre conversa que teve com o pai, gravada na sala de jantar da casa do poeta numa tarde de 1984.
Seus textos foram reunidos em duas antologias: Um buquê de alcachofras, de 1980, que em três meses teve duas edições, e O valor da vida, do ano seguinte.
Um ano antes de voltar para o Brasil, Maria Julieta chegou a anunciar um livro que se chamaria Topázio. “[...] Só ficou na intenção, em uma lauda e meia datilografada”, afirmou Octávio de Mello Alvarenga, segundo marido da escritora. Em 1985, sob o título Diário de uma garota, Carlos Drummond de Andrade, sem consultar a filha, publicou o caderno de férias escrito quando ela tinha 13 anos. Em 1986, Maria Julieta lançou os títulos infantis Loló e o computador e, no ano seguinte, Gatos e pombos.  
As cartas trocadas entre a cronista e seu pai ao longo de 50 anos serviram como base para o monólogo teatral Cartas de Maria Julieta e Carlos Drummond de Andrade, encenado por Sura Berditchevsky em 2012.
Em 1987 faleceu vítima de um câncer. A fatalidade foi demais para Drummond, já com 84 anos. No cemitério, ele teria dito a um amigo que sua vida tinha acabado. Doze dias depois - em 17 de agosto -, o escritor sofreu um infarto e morreu, sendo enterrado ao lado da filha no Cemitério São João Batista, em Botafogo, no Rio de Janeiro.

## Curiosidades
Aos 11 anos posou para Cândido Portinari que a retratou em vestido rosa e ressaltou o traço fisionômico herdado do pai, também destacado por Drummond no poema “Resíduo”: “Pois de tudo fica um pouco./ Fica um pouco de teu queixo/ no queixo de tua filha”.
A ligação afetiva e intelectual entre Carlos Drummond de Andrade e Maria Julieta era quase lendária. Ambos eram tão afinados que conseguiam emular o estilo um do outro, como a autora confidenciou ao jornalista Edmílson Caminha: "Quando adoeci e não pude mandar para O Globo minhas crônicas semanais, meu pai as escreveu e encaminhou ao jornal; quando o doente era ele, fiz a mesma coisa, para que o Jornal do Brasil não deixasse de publicá-lo três vezes por semana. Acho que editores e leitores de um e do outro não perceberam a diferença, pois nunca houve reclamação".
Um testemunho dessa relação é Maria Julieta entrevista Carlos Drummond de Andrade, disco idealizado e produzido por Pedro Drummond a partir de uma entrevista gravada em fita cassete em 1984. Nela, o poeta e a filha passeiam por assuntos variados: livros, Deus, crítica, Estado Novo, projetos, felicidade... O ouvinte tem a impressão de estar sentado no sofá da sala, acompanhando uma conversa ao mesmo tempo íntima e de interesse geral.
Nos anos em que a autora morou em Buenos Aires, pai e filha trocaram muitas cartas. O afastamento geográfico não abrandou o carinho, que os unia num laço tão forte que, doze dias após a morte de Maria Julieta, Carlos também se foi. O Jornal do Brasil estampou na primeira página: "A morte de Drummond não surpreendeu seus amigos mais íntimos: 'A vida perdeu o sentido para mim', confessou ele depois da morte da filha".

## Obras
- 1946 - A Busca (novela)
- 1980 - Um Buquê de Alcachofras (crônicas)
- 1982 - O Valor da Vida (crônicas)
- 1985 - Diário de uma Garota
- 1986 - Gatos e Pombos (crônicas)
- 1986 - Loló e o computador (infantil)